# Lijst van interlands Tsjecho-Slowaaks voetbalelftal 1950-1959
Deze pagina toont een chronologisch en gedetailleerd overzicht van de interlands die het Tsjecho-Slowaaks voetbalelftal heeft gespeeld in de periode 1950 – 1959.

## Interlands

### 1950
|                                                                       |                                                                  |       |                   |                                                                                             |
| 30 april Vriendschappelijk № 161 «onderlinge duels» 17:00 uur (UTC+2) | Hongarije                                                        | 5 – 0 | Tsjecho-Slowakije | Megyeri úti stadion, Boedapest Toeschouwers: 47.000 Scheidsrechter: Ştefan Alexandriu (ROU) |
| 30 april Vriendschappelijk № 161 «onderlinge duels» 17:00 uur (UTC+2) | Ferenc Puskás 38', 85' Sándor Kocsis 58', 70' Gyula Szilágyi 65' |       |                   | Megyeri úti stadion, Boedapest Toeschouwers: 47.000 Scheidsrechter: Ştefan Alexandriu (ROU) |

|                                                                     |                   |       |                   |                                                                                           |
| 21 mei Vriendschappelijk № 162 «onderlinge duels» 18:00 uur (UTC+2) | Roemenië          | 1 – 1 | Tsjecho-Slowakije | Stadionul Republicii, Boekarest Toeschouwers: 40.000 Scheidsrechter: Ferenc Palásti (HUN) |
| 21 mei Vriendschappelijk № 162 «onderlinge duels» 18:00 uur (UTC+2) | Gheorghe Bodo 65' |       | 88' Jiří Žďárský  | Stadionul Republicii, Boekarest Toeschouwers: 40.000 Scheidsrechter: Ferenc Palásti (HUN) |

|                                                        |                     |       |                                           |                                                                                             |
| 27 augustus Vriendschappelijk № 163 «onderlinge duels» | Bulgarije           | 1 – 2 | Tsjecho-Slowakije                         | Balgarska Armijastadion, Sofia Toeschouwers: 25.000 Scheidsrechter: Ştefan Alexandriu (ROU) |
| 27 augustus Vriendschappelijk № 163 «onderlinge duels» | Ivan Trendafilov 6' |       | 65' Vlastimil Preis 80' Ladislav Hlaváček | Balgarska Armijastadion, Sofia Toeschouwers: 25.000 Scheidsrechter: Ştefan Alexandriu (ROU) |

|                                                                           |                                                         |       |         |                                                                                            |
| 17 september Vriendschappelijk № 164 «onderlinge duels» 16:00 uur (UTC+1) | Tsjecho-Slowakije                                       | 3 – 0 | Albanië | Stadion Československé Armády, Praag Toeschouwers: 35.000 Scheidsrechter: János Pósa (HUN) |
| 17 september Vriendschappelijk № 164 «onderlinge duels» 16:00 uur (UTC+1) | Jiří Žďárský 4' Jaroslav Cejp 72' Ladislav Hlaváček 87' |       |         | Stadion Československé Armády, Praag Toeschouwers: 35.000 Scheidsrechter: János Pósa (HUN) |

|                                                                         |                      |       |                                                 |                                                                                           |
| 22 oktober Vriendschappelijk № 165 «onderlinge duels» 12:00 uur (UTC+1) | Polen                | 1 – 4 | Tsjecho-Slowakije                               | Wojska Polskiegostadion, Warschau Toeschouwers: 50.000 Scheidsrechter: Károly Balla (HUN) |
| 22 oktober Vriendschappelijk № 165 «onderlinge duels» 12:00 uur (UTC+1) | Mieczysław Gracz 36' |       | 13', 32', 44' Vlastimil Preis 17' Jaroslav Cejp | Wojska Polskiegostadion, Warschau Toeschouwers: 50.000 Scheidsrechter: Károly Balla (HUN) |

### 1951
|                                                                     |                                     |       |                         |                                                                                              |
| 20 mei Vriendschappelijk № 166 «onderlinge duels» 16:00 uur (UTC+1) | Tsjecho-Slowakije                   | 2 – 2 | Roemenië                | Stadion Československé Armády, Praag Toeschouwers: 45.000 Scheidsrechter: György Dankó (HUN) |
| 20 mei Vriendschappelijk № 166 «onderlinge duels» 16:00 uur (UTC+1) | Jaroslav Cejp 16' František Vlk 61' |       | 40', 73' Gheorghe Vaczi | Stadion Československé Armády, Praag Toeschouwers: 45.000 Scheidsrechter: György Dankó (HUN) |

|                                                                         |                      |       |                        |                                                                                          |
| 14 oktober Vriendschappelijk № 167 «onderlinge duels» 15:00 uur (UTC+1) | Tsjecho-Slowakije    | 1 – 2 | Hongarije              | Stadion V.Ž.K.G., Ostrava Toeschouwers: 40.000 Scheidsrechter: Franciszek Fronczyk (POL) |
| 14 oktober Vriendschappelijk № 167 «onderlinge duels» 15:00 uur (UTC+1) | Jaroslav Vejvoda 24' |       | 21', 87' Sándor Kocsis | Stadion V.Ž.K.G., Ostrava Toeschouwers: 40.000 Scheidsrechter: Franciszek Fronczyk (POL) |

### 1952
|                                                                     |                                                       |       |                       |                                                                                       |
| 11 mei Vriendschappelijk № 168 «onderlinge duels» 17:00 uur (UTC+2) | Roemenië                                              | 3 – 1 | Tsjecho-Slowakije     | Stadionul Republicii, Boekarest Toeschouwers: 45.000 Scheidsrechter: János Pósa (HUN) |
| 11 mei Vriendschappelijk № 168 «onderlinge duels» 17:00 uur (UTC+2) | Tudor Paraschiva 9' Gavril Serfözö 80' Titus Ozon 90' |       | 83' Svatopluk Pluskal | Stadionul Republicii, Boekarest Toeschouwers: 45.000 Scheidsrechter: János Pósa (HUN) |

|                                                                           |                                             |       |                                           |                                                                                                |
| 14 september Vriendschappelijk № 169 «onderlinge duels» 15:30 uur (UTC+1) | Tsjecho-Slowakije                           | 2 – 2 | Polen                                     | Stadion Československé Armády, Praag Toeschouwers: 40.000 Scheidsrechter: György Szigeti (HUN) |
| 14 september Vriendschappelijk № 169 «onderlinge duels» 15:30 uur (UTC+1) | Ladislav Müller 17' Jiří Žďárský 75' (pen.) |       | 20' Zdzisław Mordarski 33' Jan Wiśniewski | Stadion Československé Armády, Praag Toeschouwers: 40.000 Scheidsrechter: György Szigeti (HUN) |

|                                                                         |                                                                 |       |                   |                                                                                          |
| 19 oktober Vriendschappelijk № 170 «onderlinge duels» 14:30 uur (UTC+1) | Hongarije                                                       | 5 – 0 | Tsjecho-Slowakije | Megyeri úti stadion, Boedapest Toeschouwers: 48.000 Scheidsrechter: Józef Szlejfer (POK) |
| 19 oktober Vriendschappelijk № 170 «onderlinge duels» 14:30 uur (UTC+1) | Nándor Hidegkuti 5' Béla Egresi 14' Sándor Kocsis 27', 37', 78' |       |                   | Megyeri úti stadion, Boedapest Toeschouwers: 48.000 Scheidsrechter: Józef Szlejfer (POK) |

|                                                        |                                                      |       |                                      |                                                                                         |
| 29 november Vriendschappelijk № 171 «onderlinge duels» | Albanië                                              | 3 – 2 | Tsjecho-Slowakije                    | Qemal Stafastadion, Tirana Toeschouwers: 35.000 Scheidsrechter: Constantin Mitran (ROU) |
| 29 november Vriendschappelijk № 171 «onderlinge duels» | Zihni Gjinali 2' Qamil Teliti 43' Skënder Jareçi 89' |       | 65' Josef Kvapil 76' Ladislav Müller | Qemal Stafastadion, Tirana Toeschouwers: 35.000 Scheidsrechter: Constantin Mitran (ROU) |

|                                                       |                                  |       |                   |                                                                                         |
| 7 december Vriendschappelijk № 172 «onderlinge duels» | Albanië                          | 2 – 1 | Tsjecho-Slowakije | Qemal Stafastadion, Tirana Toeschouwers: 18.000 Scheidsrechter: Constantin Mitran (ROU) |
| 7 december Vriendschappelijk № 172 «onderlinge duels» | Zihni Gjinali 5' Loro Boriçi 14' |       | 31' Milan Dvořák  | Qemal Stafastadion, Tirana Toeschouwers: 18.000 Scheidsrechter: Constantin Mitran (ROU) |

### 1953
| |                   |       |        |                                                                                   |
| 26 april Centraal-Europese Internationale Beker 1948-1953 № 173 «onderlinge duels» 16:00 uur (UTC+1) | Tsjecho-Slowakije | 2 – 0 | Italië | Letenskýstadion, Praag Toeschouwers: 35.000 Scheidsrechter: Laurent Franken (BEL) |
| 26 april Centraal-Europese Internationale Beker 1948-1953 № 173 «onderlinge duels» 16:00 uur (UTC+1) | Pažický 79', 81'  |       |        | Letenskýstadion, Praag Toeschouwers: 35.000 Scheidsrechter: Laurent Franken (BEL) |

|                                                                     |                 |       |                    |                                                                                     |
| 10 mei Vriendschappelijk № 174 «onderlinge duels» 16:00 uur (UTC+1) | Polen           | 1 – 1 | Tsjecho-Slowakije  | Olympiastadion, Wrocław Toeschouwers: 70.000 Scheidsrechter: Sándor Harangozó (HUN) |
| 10 mei Vriendschappelijk № 174 «onderlinge duels» 16:00 uur (UTC+1) | Józef Kohut 80' |       | 49' Gejza Šimanský | Olympiastadion, Wrocław Toeschouwers: 70.000 Scheidsrechter: Sándor Harangozó (HUN) |

|                                                                         |                                    |       |          |                                                                                            |
| 14 juni WK 1954 kwalificatie № 175 «onderlinge duels» 17:00 uur (UTC+1) | Tsjecho-Slowakije                  | 2 – 0 | Roemenië | Stadion Československé Armády, Praag Toeschouwers: 50.000 Scheidsrechter: János Pósa (HUN) |
| 14 juni WK 1954 kwalificatie № 175 «onderlinge duels» 17:00 uur (UTC+1) | Emil Pažický 54' František Vlk 68' |       |          | Stadion Československé Armády, Praag Toeschouwers: 50.000 Scheidsrechter: János Pósa (HUN) |

|                                                                             |                           |       |                       | |
| 6 september WK 1954 kwalificatie № 176 «onderlinge duels» 17:00 uur (UTC+2) | Bulgarije                 | 1 – 2 | Tsjecho-Slowakije     | Vasil Levski Nationaal Stadion, Sofia Toeschouwers: 40.000 Scheidsrechter: Grzegorz Aleksandrowicz (POL) |
| 6 september WK 1954 kwalificatie № 176 «onderlinge duels» 17:00 uur (UTC+2) | Stefan Bozjkov 55' (pen.) |       | 5', 40' František Vlk | Vasil Levski Nationaal Stadion, Sofia Toeschouwers: 40.000 Scheidsrechter: Grzegorz Aleksandrowicz (POL) |

| |                                                                     |       |             | |
| 20 september Centraal-Europese Internationale Beker 1948-1953 № 177 «onderlinge duels» 16:00 uur (UTC+1) | Tsjecho-Slowakije                                                   | 5 – 0 | Zwitserland | Stadion Československé Armády, Praag Toeschouwers: 48.000 Scheidsrechter: Karel van der Meer (NED) |
| 20 september Centraal-Europese Internationale Beker 1948-1953 № 177 «onderlinge duels» 16:00 uur (UTC+1) | Emil Pažický 38' Jiří Trnka 59', 63' Tadeáš Kraus 75' Jan Hertl 86' |       |             | Stadion Československé Armády, Praag Toeschouwers: 48.000 Scheidsrechter: Karel van der Meer (NED) |

|                                                                        |                     |       |                                                                               |                                                                                                  |
| 4 oktober Vriendschappelijk № 178 «onderlinge duels» 14:00 uur (UTC+1) | Tsjecho-Slowakije   | 1 – 5 | Hongarije                                                                     | Stadion Československé Armády, Praag Toeschouwers: 47.000 Scheidsrechter: Walter Reinhardt (FRG) |
| 4 oktober Vriendschappelijk № 178 «onderlinge duels» 14:00 uur (UTC+1) | Ladislav Kačáni 39' |       | 18', 42' Lajos Csordás 20' Nándor Hidegkuti 24' Mihály Tóth 71' Ferenc Puskás | Stadion Československé Armády, Praag Toeschouwers: 47.000 Scheidsrechter: Walter Reinhardt (FRG) |

|                                                                            |          |                               |                   |                                                                                          |
| 25 oktober WK 1954 kwalificatie № 179 «onderlinge duels» 15:00 uur (UTC+2) | Roemenië | 0 – 1                         | Tsjecho-Slowakije | Stadionul 23 August, Boekarest Toeschouwers: 90.000 Scheidsrechter: Gerhard Schulz (DDR) |
| 25 oktober WK 1954 kwalificatie № 179 «onderlinge duels» 15:00 uur (UTC+2) |          | 29' (pen.) František Šafránek |                   | Stadionul 23 August, Boekarest Toeschouwers: 90.000 Scheidsrechter: Gerhard Schulz (DDR) |

|                                                          |                   |       |           |                                                                                            |
| 8 november WK 1954 kwalificatie № 180 «onderlinge duels» | Tsjecho-Slowakije | 0 – 0 | Bulgarije | Tehelné pole, Bratislava Toeschouwers: 30.000 Scheidsrechter: Nestor Chkhatarashvili (URS) |
| 8 november WK 1954 kwalificatie № 180 «onderlinge duels» |                   |       |           | Tehelné pole, Bratislava Toeschouwers: 30.000 Scheidsrechter: Nestor Chkhatarashvili (URS) |

|                                                                          |                                                                     |       |                   |                                                                                                |
| 13 december Vriendschappelijk № 181 «onderlinge duels» 15:00 uur (UTC+1) | Italië                                                              | 3 – 0 | Tsjecho-Slowakije | Stadio Comunale Luigi Ferraris, Genua Toeschouwers: 50.000 Scheidsrechter: Henri Bauwens (BEL) |
| 13 december Vriendschappelijk № 181 «onderlinge duels» 15:00 uur (UTC+1) | Sergio Cervato 23' Eduardo Ricagni 27' Egisto Pandolfini 47' (pen.) |       |                   | Stadio Comunale Luigi Ferraris, Genua Toeschouwers: 50.000 Scheidsrechter: Henri Bauwens (BEL) |

### 1954
| Wereldkampioenschap voetbal 1954 |
| -------------------------------- |

|                                                                    |                                              |       |                   |                                                                        |
| 16 juni WK 1954 Groep C № 182 «onderlinge duels» 18:00 uur (UTC+1) | Uruguay                                      | 2 – 0 | Tsjecho-Slowakije | Wankdorf, Bern Toeschouwers: 20.500 Scheidsrechter: Arthur Ellis (ENG) |
| 16 juni WK 1954 Groep C № 182 «onderlinge duels» 18:00 uur (UTC+1) | Óscar Míguez 72' Juan Alberto Schiaffino 81' |       |                   | Wankdorf, Bern Toeschouwers: 20.500 Scheidsrechter: Arthur Ellis (ENG) |

|                                                                    |                                                   |       |                   |                                                                             |
| 19 juni WK 1954 Groep C № 183 «onderlinge duels» 17:00 uur (UTC+1) | Oostenrijk                                        | 5 – 0 | Tsjecho-Slowakije | Hardturm, Zürich Toeschouwers: 21.000 Scheidsrechter: Vasa Stefanović (YUG) |
| 19 juni WK 1954 Groep C № 183 «onderlinge duels» 17:00 uur (UTC+1) | Ernst Stojaspal 3', 65' Erich Probst 4', 21', 24' |       |                   | Hardturm, Zürich Toeschouwers: 21.000 Scheidsrechter: Vasa Stefanović (YUG) |

|  |  |  |  |  |  |  |  |  |

|                                                                         |                                               |       |                    |                                                                                          |
| 24 oktober Vriendschappelijk № 184 «onderlinge duels» 14:30 uur (UTC+1) | Hongarije                                     | 4 – 1 | Tsjecho-Slowakije  | Népstadion, Boedapest Toeschouwers: 93.000 Scheidsrechter: Grzegorz Aleksandrowicz (POL) |
| 24 oktober Vriendschappelijk № 184 «onderlinge duels» 14:30 uur (UTC+1) | Sándor Kocsis 11', 60', 74' Károly Sándor 53' |       | 90' Arnošt Pazdera | Népstadion, Boedapest Toeschouwers: 93.000 Scheidsrechter: Grzegorz Aleksandrowicz (POL) |

### 1955
| |                                                          |       |                                    |                                                                                  |
| 27 maart Centraal-Europese Internationale Beker 1955-1960 № 185 «onderlinge duels» 16:00 uur (UTC+1) | Tsjecho-Slowakije                                        | 3 – 2 | Oostenrijk                         | Za Lužánkamistadion, Brno Toeschouwers: 45.000 Scheidsrechter: Leo Lemešić (YUG) |
| 27 maart Centraal-Europese Internationale Beker 1955-1960 № 185 «onderlinge duels» 16:00 uur (UTC+1) | Zdeněk Procházka 6' Josef Crha 33' (pen.) Jiří Pešek 52' |       | 35' Erich Probst 42' Robert Dienst | Za Lužánkamistadion, Brno Toeschouwers: 45.000 Scheidsrechter: Leo Lemešić (YUG) |

|                                                                     |                      |       |                                                |                                                                                           |
| 5 juni Vriendschappelijk № 186 «onderlinge duels» 16:00 uur (UTC+1) | België               | 1 – 3 | Tsjecho-Slowakije                              | Heizelstadion, Brussel Toeschouwers: 49.462 Scheidsrechter: Carl Frederik Jørgensen (DEN) |
| 5 juni Vriendschappelijk № 186 «onderlinge duels» 16:00 uur (UTC+1) | Svatopluk Pluskal 5' |       | 23' Josef Crha 65' Jiří Trnka 85' Tadeáš Kraus | Heizelstadion, Brussel Toeschouwers: 49.462 Scheidsrechter: Carl Frederik Jørgensen (DEN) |

|                                                                           |                                                                              |       |                                           |                                                                                              |
| 25 september Vriendschappelijk № 187 «onderlinge duels» 15:00 uur (UTC+1) | Tsjecho-Slowakije                                                            | 5 – 2 | België                                    | Stadion Československé Armády, Praag Toeschouwers: 45.000 Scheidsrechter: Andor Dorogi (HUN) |
| 25 september Vriendschappelijk № 187 «onderlinge duels» 15:00 uur (UTC+1) | Gejza Šimanský 10' Ladislav Přáda 18', 20' Arnošt Pazdera 64' Josef Crha 84' |       | 31' (pen.) Rik Coppens 60' Richard Orlans | Stadion Československé Armády, Praag Toeschouwers: 45.000 Scheidsrechter: Andor Dorogi (HUN) |

|                                                                                                   |                   |       |                                |                                                                                                 |
| 2 oktober Centraal-Europese Internationale Beker 1955-1960 № 188 «onderlinge duels» 15:30 (UTC+1) | Tsjecho-Slowakije | 1 – 3 | Hongarije                      | Stadion Československé Armády, Praag Toeschouwers: 50.000 Scheidsrechter: Laurent Franken (BEL) |
| 2 oktober Centraal-Europese Internationale Beker 1955-1960 № 188 «onderlinge duels» 15:30 (UTC+1) | Přáda 74'         |       | 6' Kocsis 69' Czibor 84' Tichy | Stadion Československé Armády, Praag Toeschouwers: 50.000 Scheidsrechter: Laurent Franken (BEL) |

|                                                        |                                                 |       |                   |                                                                                                   |
| 13 november Vriendschappelijk № 189 «onderlinge duels» | Bulgarije                                       | 3 – 0 | Tsjecho-Slowakije | Vasil Levski Nationaal Stadion, Sofia Toeschouwers: 45.000 Scheidsrechter: Nikolay Latyshev (URS) |
| 13 november Vriendschappelijk № 189 «onderlinge duels» | Ivan Kolev 8' Stefan Bozjkov 58' Todor Diev 87' |       |                   | Vasil Levski Nationaal Stadion, Sofia Toeschouwers: 45.000 Scheidsrechter: Nikolay Latyshev (URS) |

### 1956
|                                                                       |                   |       |          |                                                                                                |
| 21 april Vriendschappelijk № 190 «onderlinge duels» 16:30 uur (UTC+1) | Tsjecho-Slowakije | 0 – 0 | Brazilië | Stadion Československé Armády, Praag Toeschouwers: 45.000 Scheidsrechter: Gustav Jiranek (AUT) |
| 21 april Vriendschappelijk № 190 «onderlinge duels» 16:30 uur (UTC+1) |                   |       |          | Stadion Československé Armády, Praag Toeschouwers: 45.000 Scheidsrechter: Gustav Jiranek (AUT) |

| |                    |       |                                                                            |                                                                                        |
| 10 mei Centraal-Europese Internationale Beker 1955-1960 № 191 «onderlinge duels» 15:00 uur (UTC+1) | Zwitserland        | 1 – 6 | Tsjecho-Slowakije                                                          | Stade des Charmilles, Geneve Toeschouwers: 20.669 Scheidsrechter: Jan Bronkhorst (NED) |
| 10 mei Centraal-Europese Internationale Beker 1955-1960 № 191 «onderlinge duels» 15:00 uur (UTC+1) | Robert Ballaman 1' |       | 16' Jaroslav Borovička 21', 31', 61', 66' Jiří Feureisl 88' Josef Masopust | Stade des Charmilles, Geneve Toeschouwers: 20.669 Scheidsrechter: Jan Bronkhorst (NED) |

|                                                                                                |                                            |       |                                                             |                                                                              |
| 20 mei Centraal-Europese Internationale Beker 1955-1960 № 192 «onderlinge duels» 17:00 (UTC+1) | Hongarije                                  | 2 – 4 | Tsjecho-Slowakije                                           | Népstadion, Boedapest Toeschouwers: 90.000 Scheidsrechter: Leo Lemešić (YUG) |
| 20 mei Centraal-Europese Internationale Beker 1955-1960 № 192 «onderlinge duels» 17:00 (UTC+1) | Ferenc Machos 28' József Bozsik 56' (pen.) |       | 8' Jiří Feureisl 27', 55' Anton Moravčík 70' Arnošt Pazdera | Népstadion, Boedapest Toeschouwers: 90.000 Scheidsrechter: Leo Lemešić (YUG) |

|                                                                         |          |                    |                   |                                                                                  |
| 5 augustus Vriendschappelijk № 193 «onderlinge duels» 15:30 uur (UTC−3) | Brazilië | 0 – 1              | Tsjecho-Slowakije | Maracanã, Rio de Janeiro Toeschouwers: 55.000 Scheidsrechter: Bertie Cross (ENG) |
| 5 augustus Vriendschappelijk № 193 «onderlinge duels» 15:30 uur (UTC−3) |          | 53' Anton Moravčík |                   | Maracanã, Rio de Janeiro Toeschouwers: 55.000 Scheidsrechter: Bertie Cross (ENG) |

|                                                                         |                           |       |                    |                                                                                        |
| 8 augustus Vriendschappelijk № 194 «onderlinge duels» 19:30 uur (UTC−3) | Brazilië                  | 4 – 1 | Tsjecho-Slowakije  | Estádio do Pacaembu, São Paulo Toeschouwers: 25.000 Scheidsrechter: Bertie Cross (ENG) |
| 8 augustus Vriendschappelijk № 194 «onderlinge duels» 19:30 uur (UTC−3) | Zizinho 17', 79' Pepe 32' |       | 48' Josef Masopust | Estádio do Pacaembu, São Paulo Toeschouwers: 25.000 Scheidsrechter: Bertie Cross (ENG) |

|                                                                          |         |       |                    |                                                                                       |
| 12 augustus Vriendschappelijk № 195 «onderlinge duels» 14:45 uur (UTC−3) | Uruguay | 2 – 1 | Tsjecho-Slowakije  | Estadio Centenario, Montevideo Toeschouwers: 70.000 Scheidsrechter: Sten Ahlner (SWE) |
| 12 augustus Vriendschappelijk № 195 «onderlinge duels» 14:45 uur (UTC−3) | ?       |       | 76' Anton Moravčík | Estadio Centenario, Montevideo Toeschouwers: 70.000 Scheidsrechter: Sten Ahlner (SWE) |

|                                                        |                       |       |                   |                                                                                         |
| 19 augustus Vriendschappelijk № 196 «onderlinge duels» | Argentinië            | 1 – 0 | Tsjecho-Slowakije | Estadio Gasómetro, Buenos Aires Toeschouwers: 60.000 Scheidsrechter: Bertie Cross (ENG) |
| 19 augustus Vriendschappelijk № 196 «onderlinge duels» | Antonio Angelillo 81' |       |                   | Estadio Gasómetro, Buenos Aires Toeschouwers: 60.000 Scheidsrechter: Bertie Cross (ENG) |

|                                                        |                                               |       |                   |                                                                                    |
| 26 augustus Vriendschappelijk № 197 «onderlinge duels» | Chili                                         | 3 – 0 | Tsjecho-Slowakije | Estadio Nacional, Santiago Toeschouwers: 33.353 Scheidsrechter: Ronald Lynch (ENG) |
| 26 augustus Vriendschappelijk № 197 «onderlinge duels» | Enrique Hormazábal 37' Jorge Robledo 70', 78' |       |                   | Estadio Nacional, Santiago Toeschouwers: 33.353 Scheidsrechter: Ronald Lynch (ENG) |

| |               |       |                         |                                                                                  |
| 30 september Centraal-Europese Internationale Beker 1955-1960 № 198 «onderlinge duels» 15:30 uur (UTC+1) | Joegoslavië   | 1 – 2 | Tsjecho-Slowakije       | JNA Stadion, Belgrado Toeschouwers: 50.000 Scheidsrechter: Friedrich Mayer (AUT) |
| 30 september Centraal-Europese Internationale Beker 1955-1960 № 198 «onderlinge duels» 15:30 uur (UTC+1) | Stanković 66' |       | 42', 60' Ladislav Přáda | JNA Stadion, Belgrado Toeschouwers: 50.000 Scheidsrechter: Friedrich Mayer (AUT) |

|                                                                          |                   |       |                  |                                                                                             |
| 25 november Vriendschappelijk № 199 «onderlinge duels» 14:00 uur (UTC+1) | Tsjecho-Slowakije | 1 – 1 | Turkije          | Stadion Československé Armády, Praag Toeschouwers: 30.000 Scheidsrechter: Fritz Mayer (AUT) |
| 25 november Vriendschappelijk № 199 «onderlinge duels» 14:00 uur (UTC+1) | Jiří Feureisl 46' |       | 43' Ergun Öztuna | Stadion Československé Armády, Praag Toeschouwers: 30.000 Scheidsrechter: Fritz Mayer (AUT) |

### 1957
|                                                                       |                |       |                   |                                                                                |
| 1 mei WK 1958 kwalificatie № 200 «onderlinge duels» 18:30 uur (UTC+1) | Wales          | 1 – 0 | Tsjecho-Slowakije | Ninian Park, Cardiff Toeschouwers: 33.320 Scheidsrechter: Jan Bronkhorst (NED) |
| 1 mei WK 1958 kwalificatie № 200 «onderlinge duels» 18:30 uur (UTC+1) | Roy Vernon 75' |       |                   | Ninian Park, Cardiff Toeschouwers: 33.320 Scheidsrechter: Jan Bronkhorst (NED) |

| |                        |       |             |                                                                                            |
| 18 mei Centraal-Europese Internationale Beker 1955-1960 № 201 «onderlinge duels» 16:30 uur (UTC+1) | Tsjecho-Slowakije      | 1 – 0 | Joegoslavië | Tehelné pole, Bratislava Toeschouwers: 45.000 Scheidsrechter: Vasilis Diamantopoulos (GRE) |
| 18 mei Centraal-Europese Internationale Beker 1955-1960 № 201 «onderlinge duels» 16:30 uur (UTC+1) | Jaroslav Borovička 57' |       |             | Tehelné pole, Bratislava Toeschouwers: 45.000 Scheidsrechter: Vasilis Diamantopoulos (GRE) |

|                                                                        |                                        |       |       |                                                                                               |
| 26 mei WK 1958 kwalificatie № 202 «onderlinge duels» 17:00 uur (UTC+1) | Tsjecho-Slowakije                      | 2 – 0 | Wales | Stadion Československé Armády, Praag Toeschouwers: 45.000 Scheidsrechter: Paul Wyssling (SUI) |
| 26 mei WK 1958 kwalificatie № 202 «onderlinge duels» 17:00 uur (UTC+1) | Ray Daniel 22' (e.d.) Tadeáš Kraus 65' |       |       | Stadion Československé Armády, Praag Toeschouwers: 45.000 Scheidsrechter: Paul Wyssling (SUI) |

|                                                                         |                                                         |       |                                |                                                                                             |
| 16 juni WK 1958 kwalificatie № 203 «onderlinge duels» 17:00 uur (UTC+1) | Tsjecho-Slowakije                                       | 3 – 1 | Duitse Democratische Republiek | Závodu Jana Švermy, Brno Toeschouwers: 50.000 Scheidsrechter: Carl Frederik Jørgensen (DEN) |
| 16 juni WK 1958 kwalificatie № 203 «onderlinge duels» 17:00 uur (UTC+1) | Tadeusz Kraus 60' Vlastimil Bubník 81' Pavol Molnár 89' |       | 18' Günther Wirth              | Závodu Jana Švermy, Brno Toeschouwers: 50.000 Scheidsrechter: Carl Frederik Jørgensen (DEN) |

| |                                           |       |                       |                                                                                  |
| 13 oktober Centraal-Europese Internationale Beker 1955-1960 № 204 «onderlinge duels» 14:30 uur (UTC+1) | Oostenrijk                                | 2 – 2 | Tsjecho-Slowakije     | Praterstadion, Wenen Toeschouwers: 56.000 Scheidsrechter: Gottfried Dienst (SUI) |
| 13 oktober Centraal-Europese Internationale Beker 1955-1960 № 204 «onderlinge duels» 14:30 uur (UTC+1) | Alfred Körner 30' Helmut Senekowitsch 54' |       | 5', 7' Anton Moravčík | Praterstadion, Wenen Toeschouwers: 56.000 Scheidsrechter: Gottfried Dienst (SUI) |

|                                                                            |                                |       |                                                             |                                                                                     |
| 27 oktober WK 1958 kwalificatie № 205 «onderlinge duels» 14:00 uur (UTC+1) | Duitse Democratische Republiek | 1 – 4 | Tsjecho-Slowakije                                           | Zentralstadion, Leipzig Toeschouwers: 110.000 Scheidsrechter: Pierre Schwinte (FRA) |
| 27 oktober WK 1958 kwalificatie № 205 «onderlinge duels» 14:00 uur (UTC+1) | Helmut Müller 35'              |       | 4', 88' Tadeusz Kraus 23' Anton Moravčík 43' Ladislav Novák | Zentralstadion, Leipzig Toeschouwers: 110.000 Scheidsrechter: Pierre Schwinte (FRA) |

|                                                        |        |       |                                        |                                                                                        |
| 13 december Vriendschappelijk № 206 «onderlinge duels» | Egypte | 1 – 2 | Tsjecho-Slowakije                      | Prince Farouk Stadion, Caïro Toeschouwers: 50.000 Scheidsrechter: Kostas Tsitsis (GRE) |
| 13 december Vriendschappelijk № 206 «onderlinge duels» | ?      |       | 17' Ladislav Kačáni 84' Anton Moravčík | Prince Farouk Stadion, Caïro Toeschouwers: 50.000 Scheidsrechter: Kostas Tsitsis (GRE) |

### 1958
|                                                                      |                                                             |       |                                               |                                                                                                  |
| 2 april Vriendschappelijk № 207 «onderlinge duels» 15:45 uur (UTC+1) | Tsjecho-Slowakije                                           | 3 – 2 | West-Duitsland                                | Stadion Československé Armády, Praag Toeschouwers: 25.000 Scheidsrechter: Nikolay Latyshev (URS) |
| 2 april Vriendschappelijk № 207 «onderlinge duels» 15:45 uur (UTC+1) | Zdeněk Zikán 9' Herbert Erhardt 69' (e.d.) Pavol Molnár 80' |       | 41' Hans Cieslarczyk 48' (e.d.) Imrich Stacho | Stadion Československé Armády, Praag Toeschouwers: 25.000 Scheidsrechter: Nikolay Latyshev (URS) |

| Wereldkampioenschap voetbal 1958 |
| -------------------------------- |

|                                                                   |                   |                |               |                                                                                    |
| 8 juni WK 1958 Groep D № 208 «onderlinge duels» 19:00 uur (UTC+1) | Tsjecho-Slowakije | 0 – 1          | Noord-Ierland | Örjans vall, Halmstad Toeschouwers: 10.647 Scheidsrechter: Friedrich Seipelt (AUT) |
| 8 juni WK 1958 Groep D № 208 «onderlinge duels» 19:00 uur (UTC+1) |                   | 20' Billy Cush |               | Örjans vall, Halmstad Toeschouwers: 10.647 Scheidsrechter: Friedrich Seipelt (AUT) |

|                                                                    |                                  |       |                                          |                                                                              |
| 11 juni WK 1958 Groep D № 209 «onderlinge duels» 19:00 uur (UTC+1) | Tsjecho-Slowakije                | 2 – 2 | West-Duitsland                           | Olympia, Helsingborg Toeschouwers: 25.000 Scheidsrechter: Arthur Ellis (ENG) |
| 11 juni WK 1958 Groep D № 209 «onderlinge duels» 19:00 uur (UTC+1) | Hans Schäfer 60' Helmut Rahn 71' |       | 24' (pen.) Milan Dvořák 42' Zdeněk Zikán | Olympia, Helsingborg Toeschouwers: 25.000 Scheidsrechter: Arthur Ellis (ENG) |

|                                                                    |                                 |       |                                                                          |                                                                              |
| 15 juni WK 1958 Groep D № 210 «onderlinge duels» 19:00 uur (UTC+1) | Argentinië                      | 1 – 6 | Tsjecho-Slowakije                                                        | Olympia, Helsingborg Toeschouwers: 16.418 Scheidsrechter: Arthur Ellis (ENG) |
| 15 juni WK 1958 Groep D № 210 «onderlinge duels» 19:00 uur (UTC+1) | Omar Oreste Corbatta 64' (pen.) |       | 8' Milan Dvořák 17', 39' Zdeněk Zikán 68' Jiří Feureisl 81', 89' Hovorka | Olympia, Helsingborg Toeschouwers: 16.418 Scheidsrechter: Arthur Ellis (ENG) |

|                                                                     |                          |       |                  |                                                                               |
| 17 juni WK 1958 Play-off № 211 «onderlinge duels» 19:00 uur (UTC+1) | Tsjecho-Slowakije        | 1 – 2 | Noord-Ierland    | Malmö Stadion, Malmö Toeschouwers: 6.196 Scheidsrechter: Maurice Guigue (FRA) |
| 17 juni WK 1958 Play-off № 211 «onderlinge duels» 19:00 uur (UTC+1) | Peter McParland 44', 97' |       | Zdeněk Zikán 18' | Malmö Stadion, Malmö Toeschouwers: 6.196 Scheidsrechter: Maurice Guigue (FRA) |

|  |  |  |  |  |  |  |  |  |

|                                                                          |                    |       |                                         |                                                                                           |
| 30 augustus Vriendschappelijk № 212 «onderlinge duels» 16:30 uur (UTC+1) | Tsjecho-Slowakije  | 1 – 2 | Sovjet-Unie                             | Stadion Československé Armády, Praag Toeschouwers: 50.000 Scheidsrechter: Leo Helge (DEN) |
| 30 augustus Vriendschappelijk № 212 «onderlinge duels» 16:30 uur (UTC+1) | Josef Masopust 23' |       | 56' Viktor Voroshilov 66' Joerij Vojnov | Stadion Československé Armády, Praag Toeschouwers: 50.000 Scheidsrechter: Leo Helge (DEN) |

| |                                      |       |                 |                                                                                       |
| 20 september Centraal-Europese Internationale Beker 1955-1960 № 213 «onderlinge duels» 16:00 uur (UTC+1) | Tsjecho-Slowakije                    | 2 – 1 | Zwitserland     | Tehelné pole, Bratislava Toeschouwers: 50.000 Scheidsrechter: Lucien van Nuffel (BEL) |
| 20 september Centraal-Europese Internationale Beker 1955-1960 № 213 «onderlinge duels» 16:00 uur (UTC+1) | Adolf Scherer 41' Anton Moravčík 49' |       | 28' Eugen Meier | Tehelné pole, Bratislava Toeschouwers: 50.000 Scheidsrechter: Lucien van Nuffel (BEL) |

|                                                                         |                   |                     |           |                                                                                   |
| 12 oktober Vriendschappelijk № 214 «onderlinge duels» 15:00 uur (UTC+1) | Tsjecho-Slowakije | 0 – 1               | Bulgarije | Stadion V.Ž.K.G., Ostrava Toeschouwers: 25.000 Scheidsrechter: Alfred Grill (AUT) |
| 12 oktober Vriendschappelijk № 214 «onderlinge duels» 15:00 uur (UTC+1) |                   | 23' Dimitar Milanov |           | Stadion V.Ž.K.G., Ostrava Toeschouwers: 25.000 Scheidsrechter: Alfred Grill (AUT) |

| |                 |       |                    |                                                                                          |
| 13 december Centraal-Europese Internationale Beker 1955-1960 № 215 «onderlinge duels» 14:30 uur (UTC+1) | Italië          | 1 – 1 | Tsjecho-Slowakije  | Stadio Luigi Ferraris, Genua Toeschouwers: 40.000 Scheidsrechter: Kurt Tschenscher (FRG) |
| 13 december Centraal-Europese Internationale Beker 1955-1960 № 215 «onderlinge duels» 14:30 uur (UTC+1) | Carlo Galli 83' |       | 26' Josef Masopust | Stadio Luigi Ferraris, Genua Toeschouwers: 40.000 Scheidsrechter: Kurt Tschenscher (FRG) |

|                                                                          |               |       |                   |                                                                                        |
| 18 december Vriendschappelijk № 216 «onderlinge duels» 14:00 uur (UTC+2) | Turkije       | 1 – 0 | Tsjecho-Slowakije | Mithatpaşa Stadyumu, Istanbul Toeschouwers: 26.853 Scheidsrechter: Erich Steiner (AUT) |
| 18 december Vriendschappelijk № 216 «onderlinge duels» 14:00 uur (UTC+2) | Şeref Has 77' |       |                   | Mithatpaşa Stadyumu, Istanbul Toeschouwers: 26.853 Scheidsrechter: Erich Steiner (AUT) |

### 1959
|                                                                       |                                         |       |                   |                                                                                     |
| 5 april EK 1960 kwalificatie № 217 «onderlinge duels» 15:30 uur (UTC) | Ierland                                 | 2 – 0 | Tsjecho-Slowakije | Dalymount Park, Dublin Toeschouwers: 37.500 Scheidsrechter: Lucien Van Nuffel (BEL) |
| 5 april EK 1960 kwalificatie № 217 «onderlinge duels» 15:30 uur (UTC) | Liam Tuohy 21' Noel Cantwell 41' (pen.) |       |                   | Dalymount Park, Dublin Toeschouwers: 37.500 Scheidsrechter: Lucien Van Nuffel (BEL) |

|                                                                        |                                                                                     |       |         |                                                                                   |
| 10 mei EK 1960 kwalificatie № 218 «onderlinge duels» 16:00 uur (UTC+1) | Tsjecho-Slowakije                                                                   | 4 – 0 | Ierland | Tehelné pole, Bratislava Toeschouwers: 41.691 Scheidsrechter: José Barberan (FRA) |
| 10 mei EK 1960 kwalificatie № 218 «onderlinge duels» 16:00 uur (UTC+1) | Imrich Stacho 3' (pen.) Titus Buberník 57' Ladislav Pavlovič 67' Milan Dolinský 75' |       |         | Tehelné pole, Bratislava Toeschouwers: 41.691 Scheidsrechter: José Barberan (FRA) |

|                                                                          |                                                              |       |                   |                                                                                          |
| 6 september Vriendschappelijk № 219 «onderlinge duels» 18:00 uur (UTC+3) | Sovjet-Unie                                                  | 3 – 1 | Tsjecho-Slowakije | Centraal Leninstadion, Moskou Toeschouwers: 102.000 Scheidsrechter: Vilmos Hernádi (HUN) |
| 6 september Vriendschappelijk № 219 «onderlinge duels» 18:00 uur (UTC+3) | Valentin Boeboekin 4' Mikhail Meskhi 35' Valentin Ivanov 64' |       | 51' Pavol Molnár  | Centraal Leninstadion, Moskou Toeschouwers: 102.000 Scheidsrechter: Vilmos Hernádi (HUN) |

|                                                                              |                                   |       |                                        |                                                                                             |
| 23 september EK 1960 kwalificatie № 220 «onderlinge duels» 19:00 uur (UTC+1) | Denemarken                        | 2 – 2 | Tsjecho-Slowakije                      | Københavns Idrætspark, Kopenhagen Toeschouwers: 32.400 Scheidsrechter: Jan Bronkhorst (NED) |
| 23 september EK 1960 kwalificatie № 220 «onderlinge duels» 19:00 uur (UTC+1) | Poul Pedersen 15' Bent Hansen 19' |       | 29' Ladislav Kačáni 43' Milan Dolinský | Københavns Idrætspark, Kopenhagen Toeschouwers: 32.400 Scheidsrechter: Jan Bronkhorst (NED) |

|                                                                            |                                                                   |       |                 |                                                                                             |
| 18 oktober EK 1960 kwalificatie № 221 «onderlinge duels» 14:30 uur (UTC+1) | Tsjecho-Slowakije                                                 | 5 – 1 | Denemarken      | Stadion Spartak Královo Pole, Brno Toeschouwers: 31.217 Scheidsrechter: Helmut Köhler (DDR) |
| 18 oktober EK 1960 kwalificatie № 221 «onderlinge duels» 14:30 uur (UTC+1) | Titus Buberník 39', 56' Adolf Scherer 47', 86' Milan Dolinský 63' |       | 32' John Kramer | Stadion Spartak Královo Pole, Brno Toeschouwers: 31.217 Scheidsrechter: Helmut Köhler (DDR) |

| |                                      |       |                       |                                                                                           |
| 1 november Centraal-Europese Internationale Beker 1955-1960 № 222 «onderlinge duels» 14:15 uur (UTC+1) | Tsjecho-Slowakije                    | 2 – 1 | Italië                | Stadion Československé Armády, Praag Toeschouwers: 45.000 Scheidsrechter: Reg Leafe (ENG) |
| 1 november Centraal-Europese Internationale Beker 1955-1960 № 222 «onderlinge duels» 14:15 uur (UTC+1) | Milan Dolinský 29' Adolf Scherer 41' |       | 9' Francisco Lojacono | Stadion Československé Armády, Praag Toeschouwers: 45.000 Scheidsrechter: Reg Leafe (ENG) |

UEFA: Albanië · België · Bulgarije · Denemarken · West-Duitsland · Duitse Democratische Republiek · Engeland · Finland · Frankrijk · Griekenland · Hongarije · Ierland · IJsland · Italië · Joegoslavië · Kroatië · Luxemburg · Malta · Nederland · Noord-Ierland · Noorwegen · Oostenrijk · Polen · Portugal · Roemenië · Saarland · Schotland · Sovjet-Unie · Spanje · Tsjecho-Slowakije · Turkije · Wales · Zweden · Zwitserland

AFC: Israël
Nationale bond · A-internationals · Bondscoaches · Statistieken · Tsjecho-Slowaaks vrouwenelftal · Tsjecho-Slowakije U16 · Tsjecho-Slowakije U17 · Tsjecho-Slowakije U18 · Tsjecho-Slowakije U21
1920 – 1929 · 
1930 – 1939 · 
1940 – 1949 · 
1950 – 1959 · 
1960 – 1969 · 
1970 – 1979 · 
1980 – 1989 · 
1990 – 1993
EK 1960 · 
EK 1976 · 
EK 1980
WK 1934 · 
WK 1938 · 
WK 1954 · 
WK 1958 · 
WK 1962 · 
WK 1970 · 
WK 1982 · 
WK 1990
OS 1920 · 
OS 1924 · 
OS 1964 · 
OS 1968 · 
OS 1980
1920 · 
1921 · 
1922 · 
1923 · 
1924 · 
1925 · 
1926 · 
1927 · 
1928 · 
1929 · 
1930 · 
1931 · 
1932 · 
1933 · 
1934 · 
1935 · 
1936 · 
1937 · 
1938 · 
1939 · 
1940 · 
1941 · 
1942 · 
1943 · 
1944 · 
1945 · 
1946 · 
1947 · 
1948 · 
1949 · 
1950 · 
1952 · 
1952 · 
1953 · 
1954 · 
1955 · 
1956 · 
1957 · 
1958 · 
1959 · 
1960 · 
1961 · 
1962 · 
1963 · 
1964 · 
1965 · 
1966 · 
1967 · 
1968 · 
1969 · 
1970 · 
1971 · 
1972 · 
1973 · 
1974 · 
1975 · 
1976 · 
1977 · 
1978 · 
1979 · 
1980 · 
1981 · 
1982 · 
1983 · 
1984 · 
1985 · 
1986 · 
1987 · 
1988 · 
1989 · 
1990 · 
1991 · 
1992 · 
1993
Albanië ·
Argentinië ·
Australië ·
België ·
Bolivia ·
Brazilië ·
Bulgarije ·
Chili ·
Colombia ·
Costa Rica ·
Cyprus ·
DDR ·
Denemarken ·
Duitsland ·
Egypte ·
Engeland ·
Faeröer ·
Finland ·
Frankrijk ·
Griekenland ·
Hongarije ·
Ierland ·
IJsland ·
Iran ·
Italië ·
Joegoslavië ·
Koeweit ·
Luxemburg ·
Malta ·
Mexico ·
Nederland ·
Noord-Ierland ·
Noorwegen ·
Oostenrijk ·
Polen ·
Portugal ·
Roemenië ·
Schotland ·
Sovjet-Unie ·
Spanje ·
Turkije ·
Uruguay ·
Verenigde Staten ·
Wales ·
Zweden ·
Zwitserland
Brazilië (1962) · 
Engeland (1982) · 
Frankrijk (1982) · 
Koeweit (1982) ·
West-Duitsland (1976)